# Засоби індивідуального захисту

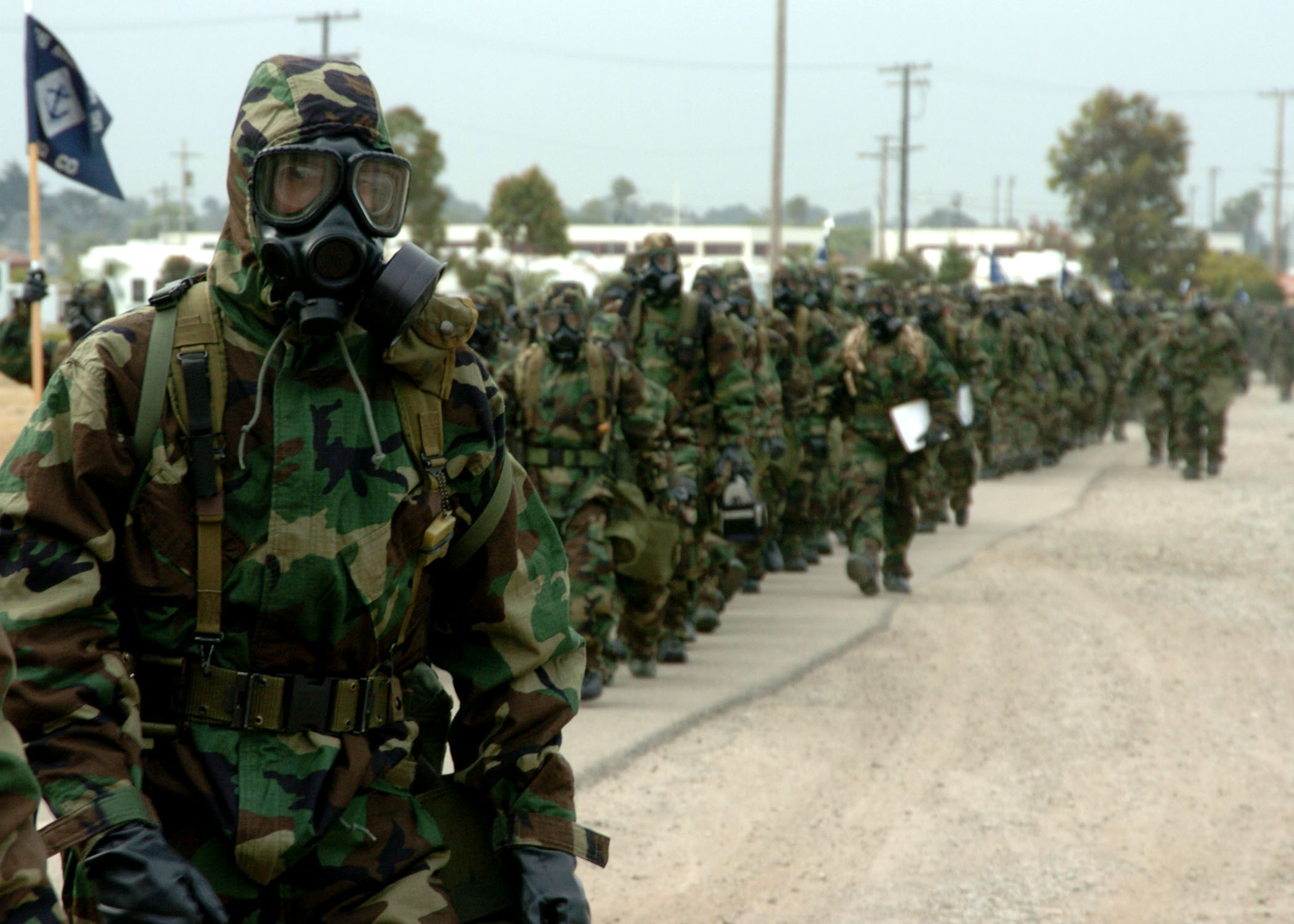
Американські військові в костюмах індивідуального захисту

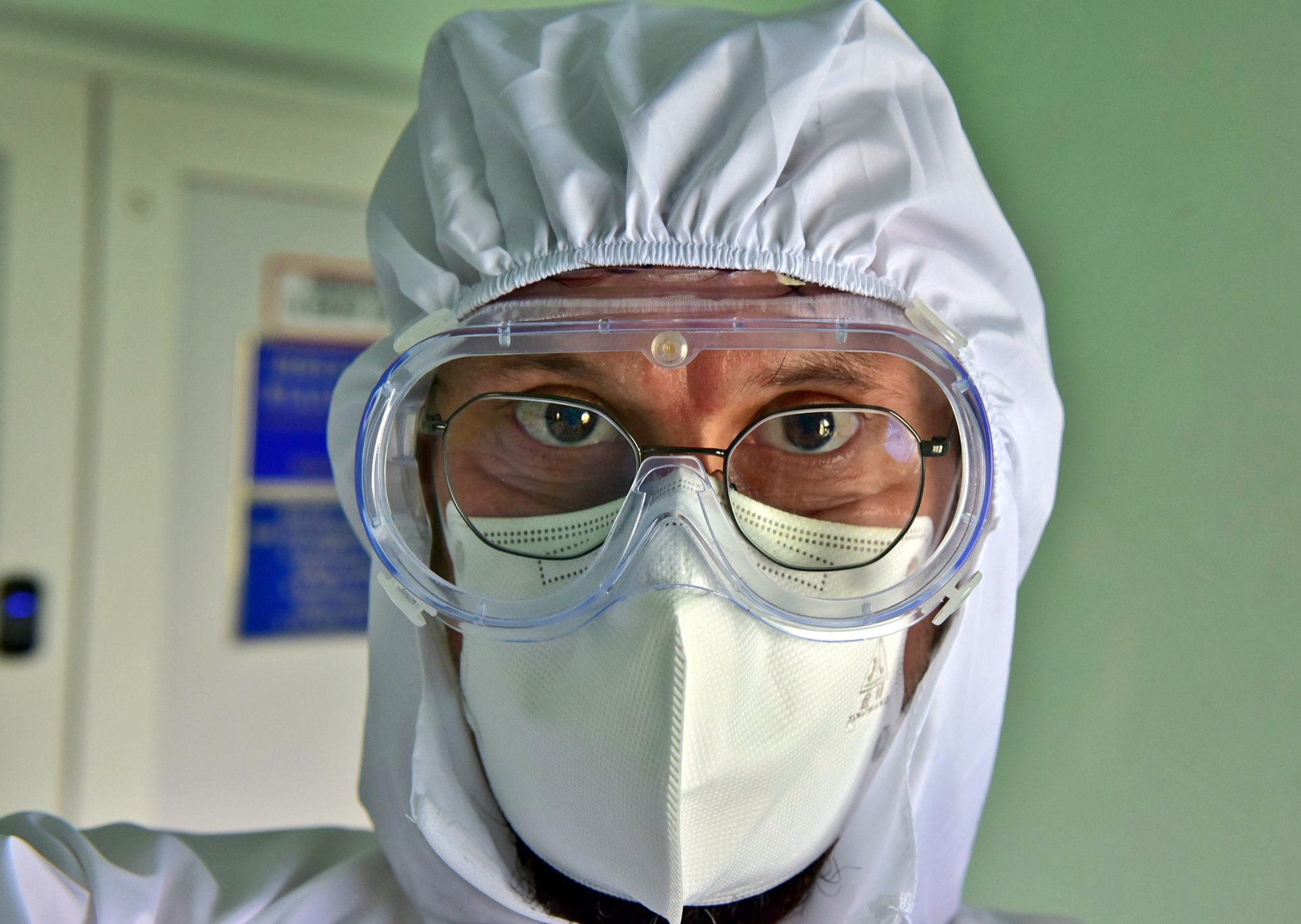
Засоби медичного захисту в інфекційній лікарні

Засоби індивідуального (особистого) захисту (ЗІЗ, англ. Personal Protective Equipment; нім. persönliche Schutzmittel n, рос. индивидуальные средства защиты), також індивідуальні засоби захисту (ІЗЗ)  — спеціальні засоби, використовувані працівником для відвертання або зменшення дії на організм шкідливих і небезпечних виробничих чинників, а також для захисту від забруднення. Застосовуються в тих випадках, коли безпека робіт не може бути забезпечена конструкцією устаткування, організацією виробничих процесів, архітектурно-планувальними рішеннями і засобами колективного захисту.

## Класифікація промислових засобів індивідуального захисту

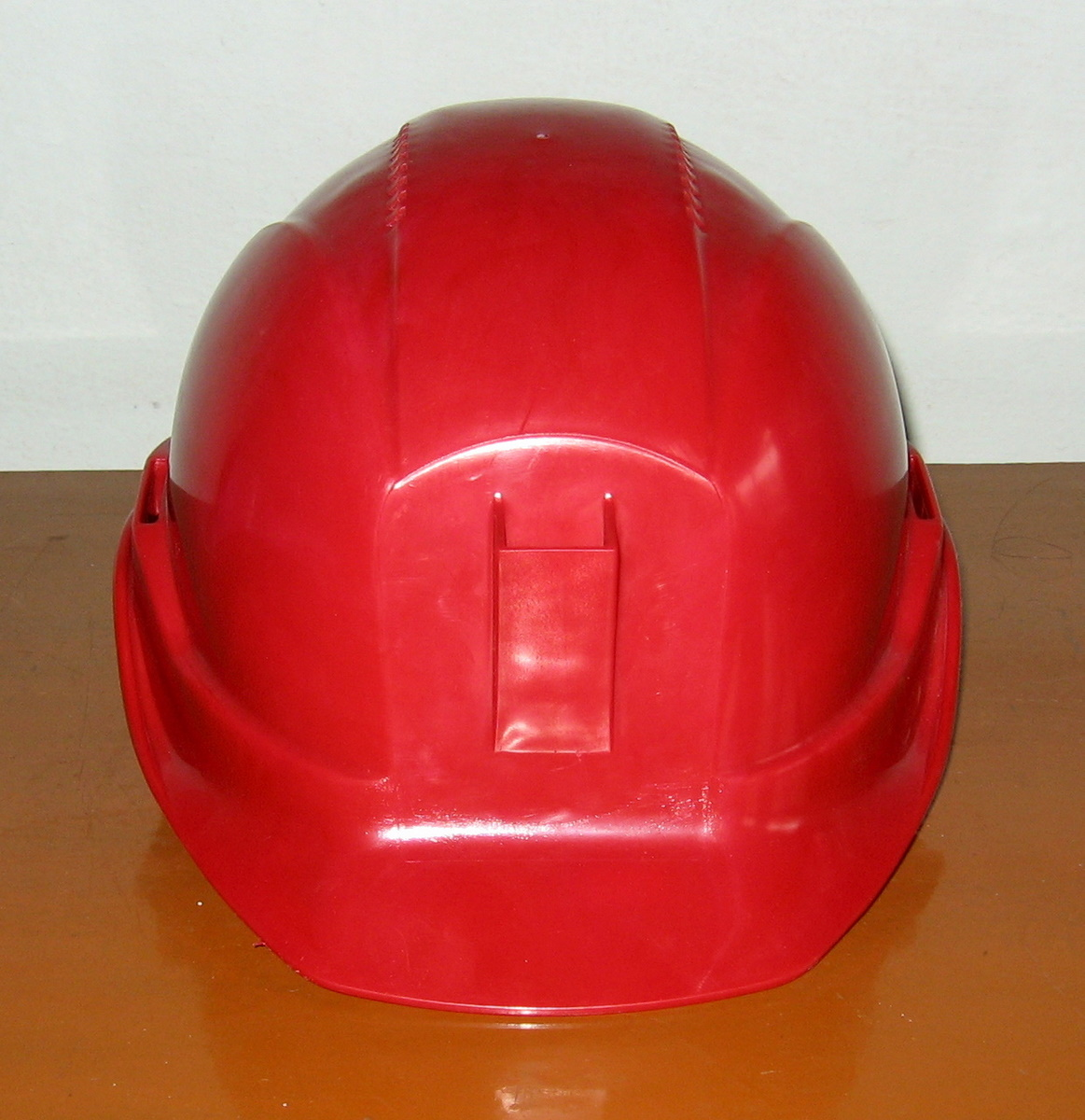
Шахтарська каска

Класифікація ЗІЗ встановлюється відповідно до ДСТУ 7239:2011, де залежно від призначення вони поділяються на 10 класів:
1. Засоби захисту голови: захисні каски; захисні шоломи та підшоломники; капелюхи, кепі, кепки з захистом і без, шапки, берети, косинки, сітки для волосся з козирком і без, накомарники.
2. Засоби захисту органів слуху: вушні затички та подібні засоби; звукозахисні шоломи; протишумові навушники; протишумові навушники, які можна кріпити до касок і шоломів; протишумові захисні пристрої з електронним приймачем; протишумові захисні пристрої з телефонним зв'язком.
3. Засоби захисту очей і обличчя: захисні окуляри, зокрема зі світлофільтрами; захисні окуляри від рентгенівського, лазерного, ультрафіолетового, інфрачервоного ви- промінювання та від яскравого світла; екрани для обличчя; захисні окуляри та екрани від механічних ушкоджень, пилу, бризок, хімічних речовин тощо; маски та щитки для дугового зварювання (маски зварювальника, такі, які тримають руками, або такі, що кріпляться на голові чи прикріплюються до захисних касок і шоломів).
4. Засоби захисту органів дихання: фільтрувальні пристрої (медичні маски, протипилові, протигазові, проти-аерозольні, поєднані, саморятувальники); ізолювальні пристрої: засоби захисту органів дихання зі знімною маскою зварника.
5. Засоби захисту рук, плеча та передпліччя: захисні рукавиці; захисні рукавички; рукавиці та рукавички, які захищають від: а) механічних ушкоджень (порізів, проколів, дрібного скла тощо); б) хімічних речовин; в) мікроорганізмів (медичні рукавички); г) іонізувального (іонізуючого) випромінювання та радіоактивних речовин; д) електричного струму; е) статичної електрики; ж) вібрації; з) холоду і знижених температур; і) спеки і теплових випромінювань; безпальцеві рукавички; напальчники; надолонники; краги; нарукавники; налокітники; наплічники; анти-електростатичні браслети та кільця; назап'ясники для важкої праці.
6. Одяг спеціальний захисний (спецодяг): костюми, комбінезони, напівкомбінезони, куртки, сорочки, штани, шорти, халати, жилети, сукні, жакети, кофти, спідниці, фартухи, плащі, напівплащі, накидки; захисний одяг від механічних ушкоджень (проколювання, різання); захисний одяг від хімічних ушкоджень; захисний одяг від електричних ушкоджень (електричного струму та електричної дуги); захисний одяг від статичної електрики; захисний одяг від розплавлених бризок металу та інфрачервоного випромінювання; захисний одяг під час зварювання; теплозахисний одяг; утеплений одяг (кожухи, пальта, напівпальта, куртки, штани); костюми ізолювальні (гідроізолювальні, пневмоізолювальні, скафандри); захисний одяг від радіоактивного ураження, фартухи для захисту від рентгенівського випромінювання; пилонепроникний одяг; газонепроникний одяг; рятувальні жилети; сигнальний одяг флуоресціювальний, світловідбивний (світлоповертальний) одяг та доповнення до нього (пов'язки, рукавиці тощо); захисні покривки з поліхлорвінілового пластикату, які вдягають поверх основного одягу для додаткового захисту від контактного забруднення радіоактивними, токсичними речовинами (загальновійськовий захисний комплект, Л-1, КЗП) та розчинами кислот і лугів.
7. Засоби захисту ніг та стегон: чоботи, напівчоботи; черевики до гомілок або литок; туфлі; капці; калоші; унти; наколінники; гетри; щитки; взуття водонепроникне; взуття для захисту від нафти та нафтопродуктів, олив, жирів, кислот, лугів; взуття з жаростійкою підошвою; взуття, що запобігає ковзанню; взуття від знижених температур; вібростійкі черевики та чоботи; електроізолювальні чоботи, черевики, боти, калоші; антиелектростатичне взуття, черевики та чоботи; захисні черевики для роботи з ланцюговими пилками; взуття з додатковим захистом пальців від удару; взуття стьобане для захисту від дрібного скла; взуття, яке швидко можна розстебнути чи розв'язати; черевики на дерев'яній підошві; змінні підошви (тепло-, потостійкі або проколостійкі); знімні шипи та пластини (для криги, снігу та слизької підлоги).
8. Засоби захисту від падіння з висоти: пояси запобіжні (клямкові, без клямок, суміщені); оснащення, призначене для попередження падіння (карабіни, стропи, строп-канати, рятувальні канати, троси); стримувальне та страхувальне обладнання повне оснащення з усім приладдям (затискачі страхувальні, зачепи, системи страхування, блокувальні пристрої); — запобіжні пристрої які гасять кінетичну енергію, повне гальмівне оснащення з усім приладдям (системи обмежування падіння, спускові пристрої).
9. Засоби захисту шкіри (засоби дерматологічні): захисні креми, мазі, гелі; очисники шкіри; репаративні засоби.
10. Засоби захисту комплексні (індивідуальні та групові аптечки)

До ІЗЗ належать також діелектричні килимки, калоші, штанги, штативи, тощо.

## Класифікація ЗІЗ за категоріями ризиків
Категорія І:
- поверхневе механічне пошкодження;
- контакт з мийними засобами слабкої дії або тривалий контакт з водою;
- доторк до гарячих поверхонь, температура яких не перевищує 50 °C;
- пошкодження очей через вплив сонячного випромінення (окрім під час спостереження за сонцем);
- атмосферні умови, що не мають надзвичайного впливу;

Категорія ІІ:
- категорія ІІ охоплює ризики, що не належать до перелічених у категоріях І та ІІІ;

Категорія ІІІ: Категорія ІІІ охоплює винятково ризики, що можуть мати дуже серйозні наслідки, такі як смерть або
незворотну шкоду здоров'ю, пов'язані з такими чинниками:
- речовини та суміші, що є небезпечними для здоров'я;
- атмосфера з дефіцитом кисню;
- шкідливі біологічні агенти;
- шкідливий шум;
- вогнепальні чи ножові поранення;
- струмені високого тиску;
- порізи від ручних бензопилок;
- утоплення;
- ураження електричним струмом та робота під електричною напругою;
- падіння з висоти;
- середовища з низькою температурою, вплив яких зіставний з середовищами з температурою повітря — 50 °C або менше;
- середовища з високою температурою, вплив яких зіставний з середовищами з температурою повітря щонайменше 100 °C;
- іонізуюче випромінювання;

## Ефективність
Використання засобів особистого захисту обумовлено необхідністю забезпечення дієвого захисту людини у виробничих умовах і винятково тоді, коли безпеку робіт неможливо забезпечити конструкцією обладнання, організацією виробничих процесів (протипиловий вентиляційний режим), архітектурно-планувальними рішеннями та засобами колективного захисту.. На підставі накопиченого досвіду фахівці з промислової гігієни і профзахворювань вважають, що в системі захисту від шкідливих виробничих чинників, використання ЗІЗ є найостаннішим, і найменш надійним методом, який повинен використовуватися лише тоді, коли застосування надійніших способів захисту (зміна технології, автоматизація шкідливих виробництв, герметизація устаткування, ефективна вентиляція, повітряні душі, дистанційне керування тощо) неможливе; чи можливо — але не дозволяє зменшити шкідливу дію до безпечного рівня (Гранично допустима концентрація, Гранично допустимий рівень).